# Championnats d'Europe de cross-country 2005
Navigation
Édition précédente Édition suivante
Les 12eChampionnats d'Europe de cross-country se sont déroulés à Tilbourg aux Pays-Bas en 2005.

## Résultats

### Cross long hommes

#### Individuel
| Médaille | Athlète                | Temps     |
| Or       | Serhiy Lebid Ukraine   | 27 min 09 |
| Argent   | Alberto García Espagne | 27 min 21 |
| Bronze   | Driss Maazouzi France  | 27 min 26 |

#### Équipes
| Médaille | Athlètes                                                              | Points |
| Or       | France Driss Maazouzi Bouabdellah Tahri Mokhtar Benhari Khalid Zoubaa | 21 pts |
| Argent   | Espagne Alberto García Juan Carlos de la Ossa José Ríos Iván Galán    | 64 pts |
| Bronze   | Ukraine Serhiy Lebid Leonid Rybak Jevgeni Bozhko Juri Hitshun         | 71 pts |

### Cross Junior hommes

#### Individuel
| Médaille | Athlète                               | Temps     |
| Or       | Barnabás Bene Hongrie                 | 18 min 41 |
| Argent   | Andy Vernon Royaume-Uni               | 18 min 42 |
| Bronze   | Dusan Markesevic Serbie-et-Monténégro | 18 min 42 |

#### Équipes
| Médaille | Athlètes    | Points |
| Or       | Pologne     | 60 pts |
| Argent   | Royaume-Uni | 68 pts |
| Bronze   | Roumanie    | 71 pts |

### Cross long femmes

#### Individuel
| Médaille | Athlète                       | Temps     |
| Or       | Lornah Kiplagat Pays-Bas      | 19 min 55 |
| Argent   | Sabrina Mockenhaupt Allemagne | 20 min 00 |
| Bronze   | Johanna Nilsson Suède         | 20 min 01 |

#### Équipes
| Médaille | Athlètes                                                                  | Points |
| Or       | Russie Inga Abitova Mariya Konovalova Lidiya Grigoryeva Liliya Shobukhova | 52 pts |
| Argent   | Royaume-Uni Hayley Yelling Liz Yelling Kate Reed Natalie Harvey           | 54 pts |
| Bronze   | France Latifa Essarokh Yamna Oubouhou Maria Martins Fatiha Klilech-Fauvel | 73 pts |

### Cross Junior femmes

#### Individuel
| Médaille | Athlète                   | Temps     |
| Or       | Ancuţa Bobocel Roumanie   | 15 min 23 |
| Argent   | Emily Pidgeon Royaume-Uni | 15 min 25 |
| Bronze   | Susan Kuijken Pays-Bas    | 15 min 33 |

#### Équipes
| Médaille | Athlètes    | Points |
| Or       | Royaume-Uni | 30 pts |
| Argent   | Roumanie    | 49 pts |
| Bronze   | Russie      | 60 pts |